# Anthostomella pinangae
Anthostomella pinangae är en svampart som beskrevs av K.D. Hyde 1996. Anthostomella pinangae ingår i släktet Anthostomella och familjen kolkärnsvampar.   Inga underarter finns listade i Catalogue of Life.